# Tandonia macedonica
Tandonia macedonica is een slakkensoort uit de familie van de Milacidae. De wetenschappelijke naam van de soort is voor het eerst geldig gepubliceerd in 1974 door Rahle.